# سوپر جام تهران ۱۳۷۳
سوپر جام تهران ۱۳۷۳ که با نام جام برتر باشگاه‌های تهران ۱۳۷۳ نیز شناخته می‌شود یک دوره مسابقات فوتبال بین تیم‌های فوتبال شهر تهران برای تعیین نمایندگان استان تهران در جام آزادگان ۱۳۷۳ بود. این مسابقات با حضور ۷ تیم و در اردیبهشت و خرداد ۱۳۷۳ در تهران برگزار شد و با قهرمانی استقلال پایان یافت. این دومین و آخرین دوره برگزاری سوپر جام تهران برای تعیین نمایندگان استان تهران در مسابقات سراسری ایران بود.
باشگاه استقلال با قهرمانی در مسابقات از لیگ دسته سوم به لیگ دسته اول صعود کرد.

## تیم‌ها
هفت تیم حاضر در دومین دوره سوپر جام تهران عبارتند بودند از : استقلال، پاس، کشاورز، آرارات، بانک تجارت، پورا، گسترش پارس خودرو.

## جدول رده‌بندی
| رتبه | باشگاه           | بازی | برد | مساوی | باخت | گل‌زده | گل‌خورده | امتیاز |
| ---- | ---------------- | ---- | --- | ----- | ---- | ----- | ------- | ------ |
| ۱    | استقلال          | ۶    | ۴   | ۲     | ۰    | ۹     | ۵       | ۱۰     |
| ۲    | کشاورز           | ۶    | ۴   | ۱     | ۱    | ۱۴    | ۶       | ۹      |
| ۳    | بانک تجارت       | ۶    | ۲   | ۳     | ۱    | ۱۲    | ۱۱      | ۷      |
| ۴    | پاس              | ۶    | ۱   | ۴     | ۱    | ۱۰    | ۹       | ۶      |
| ۵    | گسترش پارس خودرو | ۶    | ۱   | ۳     | ۲    | ۱۰    | ۱۰      | ۵      |
| ۶    | آرارات           | ۶    | ۱   | ۱     | ۴    | ۶     | ۱۲      | ۳      |
| ۷    | پورا             | ۶    | ۰   | ۲     | ۴    | ۶     | ۱۴      | ۲      |

منبع